# Hansle Parchment
Hansle Parchment (født 17. juni 1990) er en jamaicansk hækkeløber.
Parchment var en olympisk bronzevinder i 110 meter hækkeløb ved sommer-OL 2012 i London.
I august 2021 ved OL i Tokyo tog Parchment guld i 110 meter hækkeløb efter et løb på 13,04 sekunder.